# الوكالة الأوروبية للبيئة
الوكالة الأوروبية للبيئة (بالإنجليزية: European Environment Agency)‏ هي وكالة من الاتحاد الأوروبي مخصصة لإنشاء شبكة رصد لمراقبة البيئة الأوروبية. ويحكمها مجلس إدارة يتألف من ممثلين لحكومات 32 دولة عضوة في الاتحاد، وممثل للمفوضية الأوروبية واثنان من العلماء يعينهما البرلمان الأوروبي، بمساعدة لجنة من العلماء. وقد أنشئت الوكالة بلائحة السوق الأوروبية المشتركة 1210/1990 ، وبالصيغته المعدلة 933/1999، وبدأت الوكالة العمل في عام 1994. ومقرها في كوبنهاغن، الدانمرك.
الأستاذة جاكلين ماك غلاد (Jacqueline McGlade) هي المدير التنفيذي الحالي للوكالة. وبوصفها هيئة في الاتحاد الأوروبي، فإن الدول الأعضاء في الاتحاد الأوروبي هم أعضاء تلقائيون، إلا أن لائحة المجلس التي أنشأت الوكالة نصت على إمكانية أن تكون الدول الأخرى أيضا أعضاء فيها وذلك عن طريق الاتفاقات المبرمة بينها وبين الجماعة الأوروبية. فالوكالة هي أول هيئة في الاتحاد الأوروبي يفتح عضويته لثلاثة عشر بلدا مرشحة للانضمام (قبل التوسع في عام 2004).
واعتبارا من فبراير 2009 م أصبح في الوكالة 32 عضواً موزعة كالتالي:
- 28 الدول الأعضاء في الاتحاد الأوروبي؛
- 3 أعضاء في المنطقة الاقتصادية الأوروبية: أيسلندا والنرويج وليختنشتاين.
- 1 البلد المرشح للانضمام للاتحاد الأوروبي : تركيا.
- سويسرا منذ 1 أبريل 2006 م.

اعتبارا من أكتوبر 2008 م، أورد موقع الوكالة على الشبكة العالمية أن لديه 172 موظفا.